# Palingbeek
Le domaine provincial du Palingbeek (en néerlandais Provinciedomein Palingbeek) est une réserve naturelle et un domaine provincial de Flandre-Occidentale situé à Zillebeke, section de la ville belge d'Ypres. 
Il tire son nom d'un des ruisseaux qui devait alimenter le bief du canal Ypres-Comines. Inauguré en 1970, il s'étend sur plus de 230 ha à la frontière avec Voormezele et Hollebeke. Le domaine entoure le projet de l'ancien canal Ypres-Comines. Le Palingbeek est protégé au niveau européen dans le cadre de la zone Natura 2000. Il s'agit également d'un important lieu de commémoration de la Première Guerre mondiale. Le site accueille plus de 233 000 visiteurs par an.

## Histoire
Situé sur la limite du bassin versant de l'Yser et de l'Escaut, un projet de liaison via la Lys voulait relier au canal d'Yperlée. Les travaux du Canal Ypres-Comines devait couper la crête de 63m de haut qui forme encore aujourd'hui l'un des versants du Palingbeek. Après effondrement du Pont Saint-Eloi, le chantier est arrêté. 
Pendant la Première Guerre mondiale, le Palingbeek et les bois du Gasthuisbossen se situent sur le front de la bataille d'Ypres. Britanniques et Allemands fortifièrent leurs positions de part et d'autre. Les Britanniques appelèrent la rive nord du canal : The Bluff. Des guerres souterraines ont été menées à cet emplacement. Les deux camps ont tenté d'éliminer les positions ennemies à l'aide de mines souterraines.
La guerre laisse en lieu et place du canal une tranchée de 3 km de long envahie par la végétation et ce jusqu'en 1970. La forêt environnante (Molenbos et domaine de Vierlingen) et ce ruisseau de verdure forment un espace de plus de 230 ha qui deviendra alors domaine provincial. Un bâtiment d'accueil et un balisage des promenades est mis en place. 
Dans les années 1990, un terrain de golf reprend le nom du Palingbeek et s'installe au sud du domaine.

## Points d'intérêt
Les vestiges d'une ancienne écluse se trouvent sur le site. Elle est classée monument historique en 2000. Le Palingbeek est le lieu de nombreuses commémorations et activités commémoratives. Un land art notable Coming World Remember Me de l'artiste Koen Vanmechelen expose plus de 600 000 figurines.

### Vestiges militaires

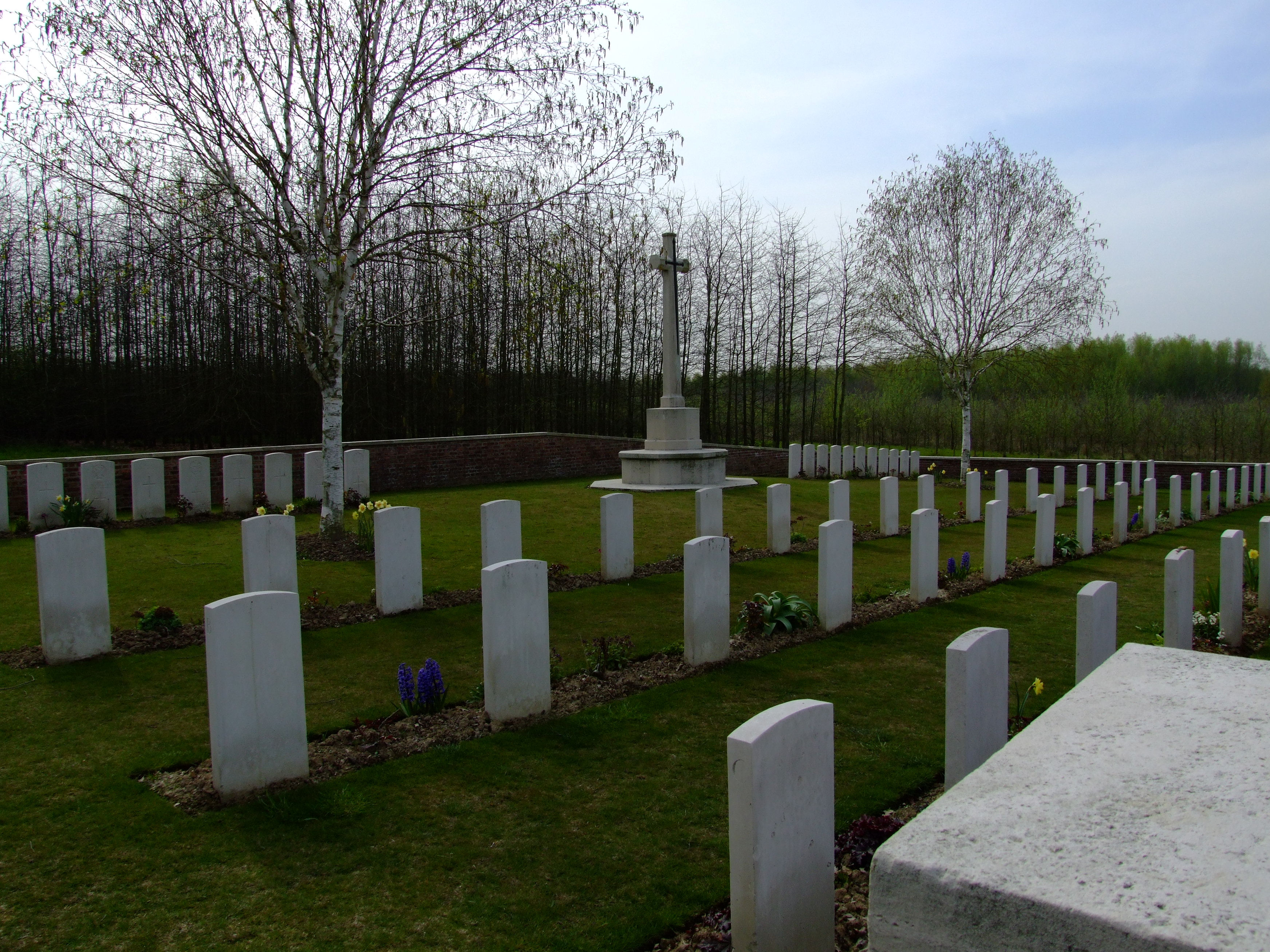
Premier cimetière DCLI, The Bluff.

Au nord du domaine se trouve un site de commémoration de la bataille de la colline 60. Plusieurs bunkers et cratères de mines datant de la première guerre mondiale peuvent être observés le long du canal. Au nord, dans la forêt de Vierlingen, se trouve le cratère The Caterpillar, créé lors de la Bataille de Messines le 7 juin 1917.
Le site et les alentours du Palingbeek abritent de nombreux cimetières britanniques de la Première Guerre mondiale :
- Spoilbank Cemetery
- Chester Farm Cemetery
- Woods Cemetery
- Premier cimetière DCLI, The Bluff
- Hedge Row Trench Cemetery